# Fajita
Fajita (/fəˈhiːtə/; tiếng Tây Ban Nha: [faˈxita] ⓘ) trong ẩm thực Tex-Mex và México chỉ những loại thịt nướng thường được phục vụ dưới dạng taco, đặt trên bánh tortilla làm từ bột mì (hoặc ngô). Thuật ngữ này ban đầu dùng để chỉ bít tết nhỏ, phần thịt bò được sử dụng đầu tiên trong món ăn. Các loại thịt phổ biến được sử dụng bao gồm thịt gà và những loại thịt bò khác, cũng như các loại rau thay vì thịt. Trong những nhà hàng, thịt thường được nấu với hành tây và ớt chuông. Các loại gia vị phổ biến bao gồm xà lách cắt nhỏ, kem chua, guacamole, salsa, pico de gallo, pho mát bào nhỏ, đậu rang cùng cà chua thái hạt lựu. Arrachera là một biến tấu của món ăn ở phía bắc México.

## Lịch sử

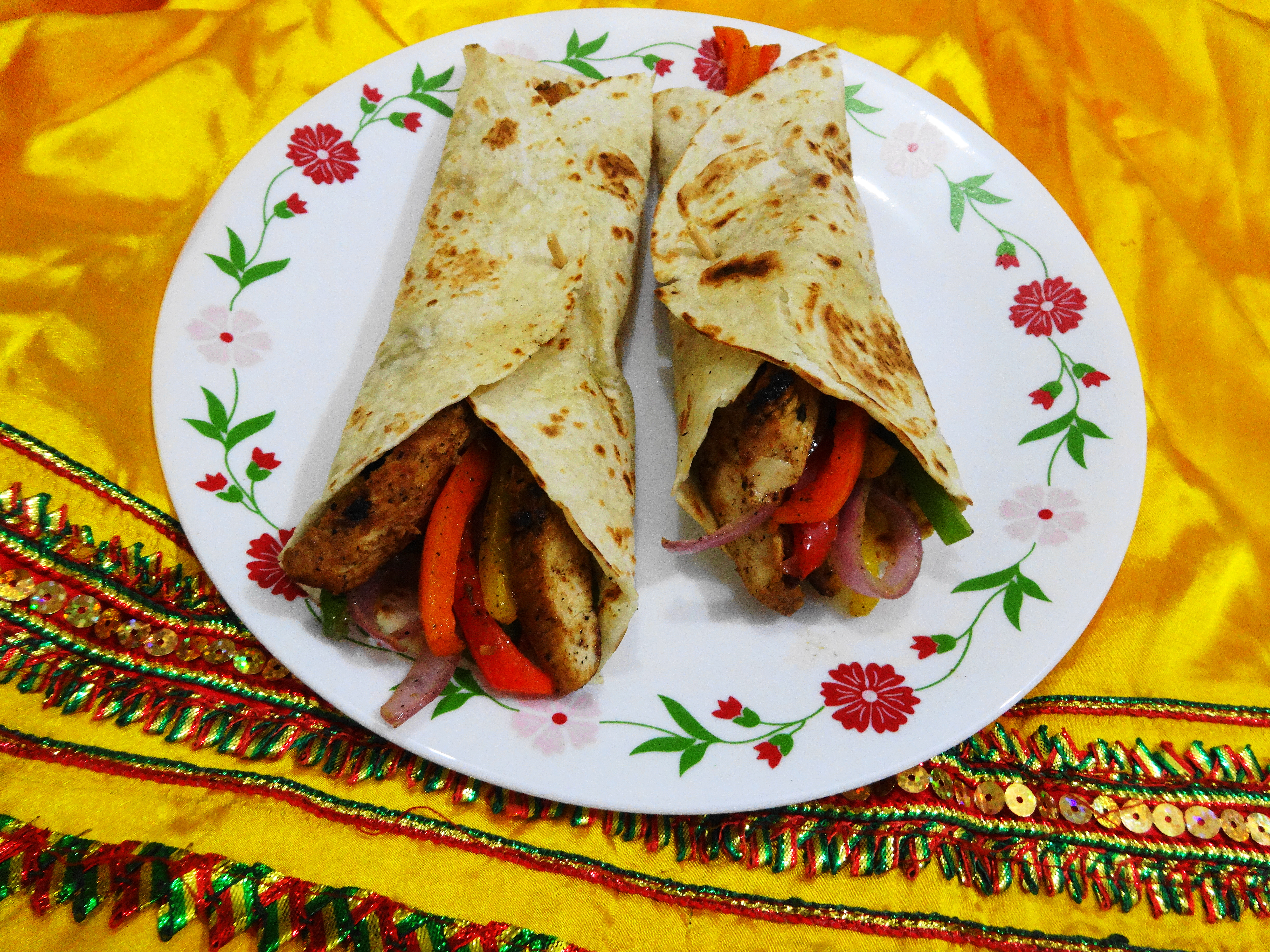
Fajita cuộn

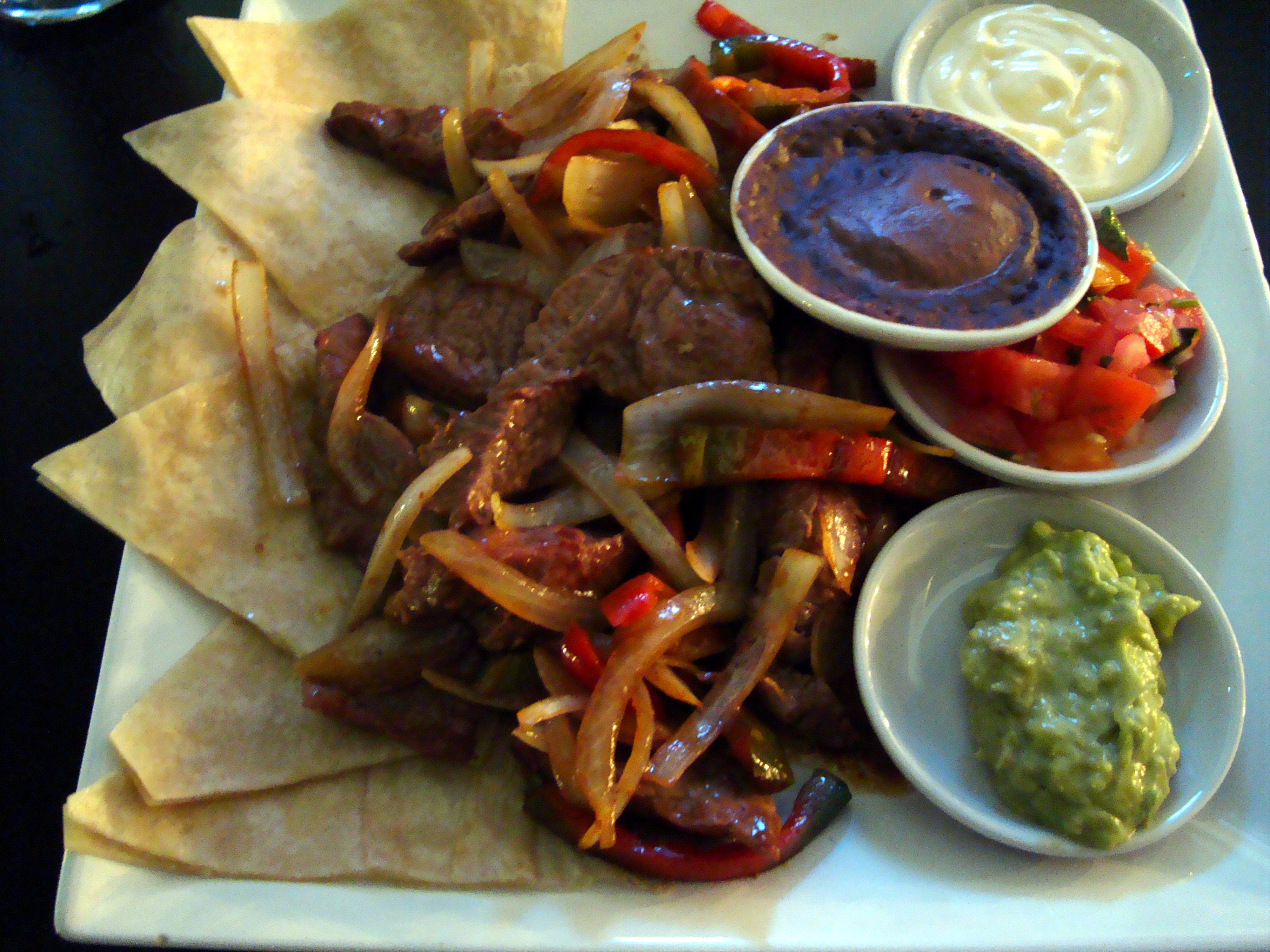
Thịt bò fajita ở San José, Costa Rica

Fajita là một từ Tex-Mex, chỉ những dải thịt nhỏ được cắt ra từ bít tết nhỏ, phần cắt phổ biến nhất được sử dụng để làm món fajita. Không một ai biết đến tuef fajita cho đến khi nó xuất hiện trên bản in năm 1971 của Từ điển tiếng Anh Oxford (faja là từ tiếng Tây Ban Nha cho "dải", hoặc "vành đai", từ chữ fascia trong tiếng Latinh). Mặc dù ban đầu fajita chỉ có những dải bít tết nhỏ, nhưng giờ đây món ăn còn được chế biến với nhiều loại nhân, chẳng hạn như ớt xanh/đỏ/vàng, hành tây, ớt và ớt jalapeño.

## Sự phổ biến
Bằng chứng đầu tiên của món fajita với cách cắt thịt, cách nấu (trực tiếp trên lửa trại hoặc trên bếp nướng), và tên gọi tiếng Tây Ban Nha có từ những năm 1930 tại các vùng đất nông trại ở Nam và Tây Texas. Trong các cuộc vây bắt gia súc, những con bò bị mổ thịt thường được chia khẩu phần cho những công nhân nông trại. Những bộ phận bỏ đi như da sống, đầu, ruột, và thịt vụn như thịt ba chỉ được trao cho các cao bồi Mexico (gọi là vaqueros) như là một phần tiền công cho họ. Các món ăn biên giới như barbacoa de cabeza (thịt thủ nướng), menudo (thịt ba chỉ), và fajitas hoặc arracheras (bít tết nhỏ nướng) có nguồn gốc từ phong tục này. Vì bít tết nhỏ trên thân bò có số lượng hạn chế nên chúng không được bán trên thị trường, và món fajita vẫn chỉ mang tính khu vực và ít người biết đến trong nhiều năm, nên có lẽ món ăn chỉ quen thuộc với những cao bồi, người chặt thịt và gia đình của họ.
Vào tháng 9 năm 1969, Sonny Falcón, quản lý của một quán thịt ở Austin, đã điều hành quầy bán món fajita taco thương mại đầu tiên trong một buổi lễ kỷ niệm Dies Y Seis ở vùng nông thôn ở Kyle, Texas. Trong cùng năm đó, Otilia Garza đã giới thiệu món fajitas tại Nhà hàng Round-Up ở Pharr, Texas. Garza được ghi nhận là người bổ sung thêm phần trình bày món fajitas trên đĩa đặc trưng sau khi queso flameado (pho mát Mexico nóng chảy) được phục vụ, ở Acapulco. Vào tháng 8 năm 2020, hội đồng thành phố Kyle đã bỏ phiếu đổi tên một con đường có tên gây tranh cãi là Rebel Drive thành Fajita Drive, nhằm tôn vinh món fajita.  Tuy nhiên, tên này cũng vấp phải chỉ trích từ cộng đồng và phải đổi lại.
Món ăn này đã được phổ biến bởi nhiều doanh nghiệp khác nhau như Ninfa's ở Houston, Hyatt Regency ở Austin, và nhiều nhà hàng ở San Antonio. Ở miền nam Arizona, thuật ngữ này không được biết đến cho đến những năm 1990, khi các nhà hàng thức ăn nhanh Mexico bắt đầu sử dụng từ này trong hoạt động tiếp thị của họ. Trong những năm gần đây, món fajita đã trở nên phổ biến tại các nhà hàng ăn uống bình dân của Mỹ cũng như nấu ăn tại nhà.
Ở nhiều nhà hàng, thịt và rau fajita được mang đến bàn ăn, phục vụ trên đĩa hoặc chảo kim loại, cùng với bánh tortilla hâm nóng và các loại gia vị như guacamole, pico de gallo, queso, salsa, pho mát cắt nhỏ hoặc kem chua.